# بارا قشلاق
بارا قشلاق هي قرية في مقاطعة بارس أباد، إيران. يقدر عدد سكانها بـ 445 نسمة بحسب إحصاء 2016.